# 오를란도 셰러
오를란도 다비트 셰러(Orlando David Schärer)는 DNA 수선, 유전체 무결성, 암 생물학을 연구하는 스위스의 화학자이자 생물학자다. 셰러는 세 대륙에 걸쳐 다양한 대학에서 생물학, 화학, 약리학을 가르쳤다. 현재 울산과학기술원의 석좌교수이며, 한국 울산광역시에 위치한 IBS 유전체 항상성 연구단의 부단장으로 활동하고 있다. 그는 연구단 내 화학 및 암 생물학 연구 분과에서 세 개의 학제 간 연구팀을 이끌고 있으며, 특히 암 치료 메커니즘 연구를 담당하는 팀을 주도하고 있다.

## 학력
오를란도 다비트 셰러는 스위스 취리히 연방 공과대학교에서 화학을 전공하며 교수 듀일리오 아리고니(Duilio Arigoni) 아래에서 연구를 진행하여 1991년 Diplom(MSc)을 취득했다. 이후 하버드 대학교에서 화학 박사 과정에 진학하여 1996년에 졸업했다. 박사 과정 동안 그는 그레고리 L. 버딘(Gregory L. Verdine) 교수의 연구실에서 학업을 이어가며 염기 절제 복구(base excision repair) 과정에서 DNA 글리코실레이스를 연구하기 위한 화학적 접근법을 개발했다.

## 경력

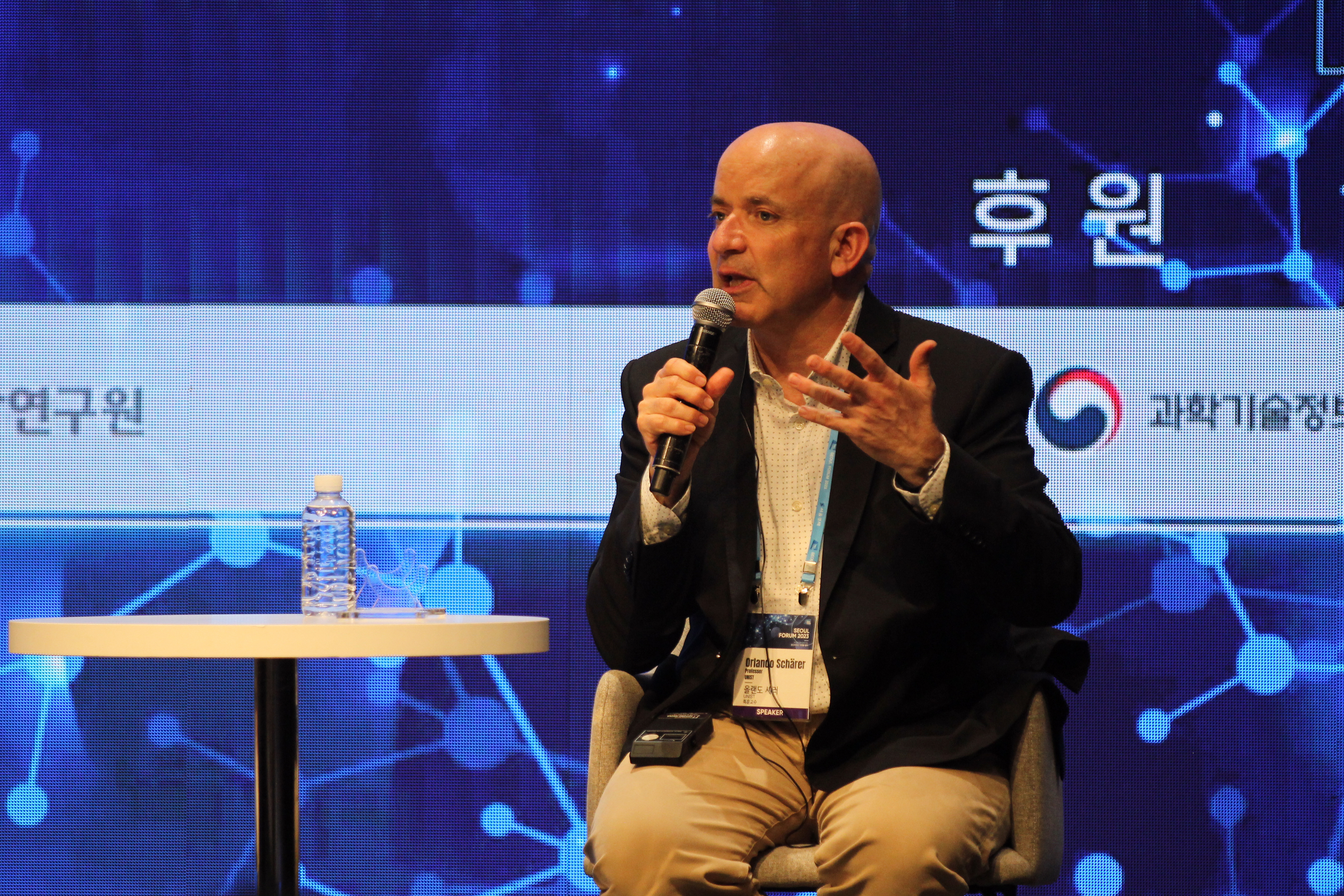
오를란도 셰러가 2023 서울 포럼에서 강연하는 모습.

오를란도 다비트 셰러는 1996년에 연구 경력을 시작했으며, 에라스무스 대학교 로테르담의 세포 생물학 및 유전학과에서 롤란드 카나르(Roland Kanaar) 교수와 얀 호에이마커스(Jan Hoeijmakers) 교수 아래 인간 전선 과학 프로그램(Human Frontier Science Program) 박사후 연구원으로 활동했다. 이 연구에서 그는 포유류의 상동 재조합(homologous recombination)과 관련된 생화학적 및 유전적 측면을 연구했다. 1999년부터는 독립적인 연구 그룹의 리더이자 스위스 과학재단 연구 교수(START Fellow)로 취리히 대학교 분자 암 연구소에서 활동을 시작했다. 이 시기에 셰러 연구실이 설립되었으며, 연구는 뉴클레오타이드 절제 복구(nucleotide excision repair), 교차 결합 복구(interstrand crosslink repair), DNA 복구 경로가 암 화학요법에 미치는 영향에 대한 화학적, 생화학적, 세포 생물학적 접근을 중심으로 진행되었다. 취리히에서의 마지막 4년 동안 그는 ETH 취리히에서 생물학 화학을 강의하는 강사로 활동했다.
2005년부터 오를란도 셰러는 스토니 브룩 대학교의 약리학과(Department of Pharmacological Sciences)와 화학과(Department of Chemistry)에서 전임 부교수로 연구를 계속했으며, 화학 생물학 및 약물 설계 연구소(Institute for Chemical Biology and Drug Design)의 일원으로 활동했다. 2011년에는 안식년을 맞아 취리히 대학교 분자 암 연구소에서 방문 과학자로 활동했다. 스위스를 떠나 돌아온 후, 그는 정교수로 승진했다.
2017년, 오를란도 셰러는 울산과학기술원에서 석좌 교수이자 IBS 유전체 항상성 연구단의 부단장이 되었다. 이 연구단은 명경재 교수가 이끌고 있다. 울산광역시에 위치한 새로운 연구실은 세 개의 주요 분야로 나뉘어 있다: DNA 수선 복구, 분자 암 연구, 그리고 암 치료 메커니즘.
Schärer Laboratory DNA 가닥간 교차결합(DNA interstrand crosslinks) 및 기타 DNA 수선의 합성 개발로 잘 알려져 있으며, 인간 뉴클레오타이드 절제 복구(nucleotide excision repair), 가닥간 교차결합 복구(interstrand crosslink repair), ERCC1-XPF 및 XPG와 같은 구조 특이적 뉴클레아제(structure-specific nucleases)에 대한 기작 연구를 수행한다.

## 수상 및 영예
- 2016년: Senior Research Award 우수상, 스토니브룩 대학교 의과대학[18]
- 2015년: 포유류 DNA 복구 Gordon Research Conference 의장[19]
- 2013년: Fanconi Anemia Research Fund Discovery Award 수상
- 2005년: NYSTAR 교수 개발상, 스토니브룩 대학교[20][21]
- 2004년: Human Frontier Science Program 연구비 수혜[22]
- 2001년: EMBO 젊은 연구자상[23][24]
- 1999년: 스위스 국립 과학재단 START 펠로우십 수상

## 같이 보기
- 안톤 가르트너